# Tau-fehérje
A tau-fehérjék (angolul: tubulin associated unit, tubulin-asszociált egység) hat jól oldódó fehérjeizoforma csoportját alkotják, amelyeket a MAPT (mikrotubulus-asszociált tau-fehérje) gén alternatív splicingjával állítanak elő. Szerepük elsősorban az axonokban lévő mikrotubulusok stabilitásának megőrzésében van, és bőségesen előfordulnak a központi idegrendszer neuronjaiban, ahol az agykéregben a legnagyobb a bőség. Másutt kevésbé gyakoriak, de nagyon alacsony szinten expresszálódnak a központi idegrendszeri asztrocitákban és oligodendrocitákban is.
Az idegrendszer patológiái és demenciái, például az Alzheimer-kór és a Parkinson-kór olyan tau-fehérjékhez kapcsolódnak, amelyek hiperfoszforilált oldhatatlan aggregátumokká váltak, amelyeket neurofibrilláris kötegek neveznek. A tau-fehérjéket 1975-ben azonosították mint hőstabil fehérjéket, amelyek nélkülözhetetlenek a mikrotubulusok összeállításához, és azóta belsőleg rendezetlen fehérjékként jellemezték őket.

## Klinikai jelentősége
A tau-fehérje hiperfoszforilációja (tau-zárványok, pTau) páros spirális filamentumok és egyenes filamentumok gubancolódását eredményezheti, amelyek részt vesznek az Alzheimer-kór, a frontotemporális demencia és más tauopathiák patogenezisében. Mind a hat tau-izoforma gyakran hiperfoszforilált állapotban van jelen az Alzheimer-kóros agyban, párosított spirális filamentumokban. Más neurodegeneratív betegségekben bizonyos tau-izoformákban dúsított aggregátumok lerakódásáról számoltak be. Ez az egyébként nagyon jól oldódó fehérje rosszul hajtogatva rendkívül oldhatatlan aggregátumokat képezhet, amelyek számos neurodegeneratív betegség kialakulásához járulnak hozzá. A tau-fehérje közvetlen hatással van egy élő sejt lebomlására, amelyet az idegszinapszisokat képző és blokkoló kötegek okoznak.
A nem specifikus tau-gén expressziója az emberi agy különböző régióiban a közelmúltban szerepet játszik a tauopathiák megnyilvánulásai és kockázata tekintetében a nemek közötti különbségekben. A betegség működésének néhány vonatkozása arra utal, hogy van némi hasonlósága a prionfehérjékhez.